# Карбишево
Ка́рбишево (рос. Карбышево) — присілок у складі Томського району Томської області, Росія. Входить до складу Рибаловського сільського поселення.

## Населення
Населення — 209 осіб (2010; 256 у 2002).
Національний склад (станом на 2002 рік):
- росіяни — 95 %